# Velsertunnel

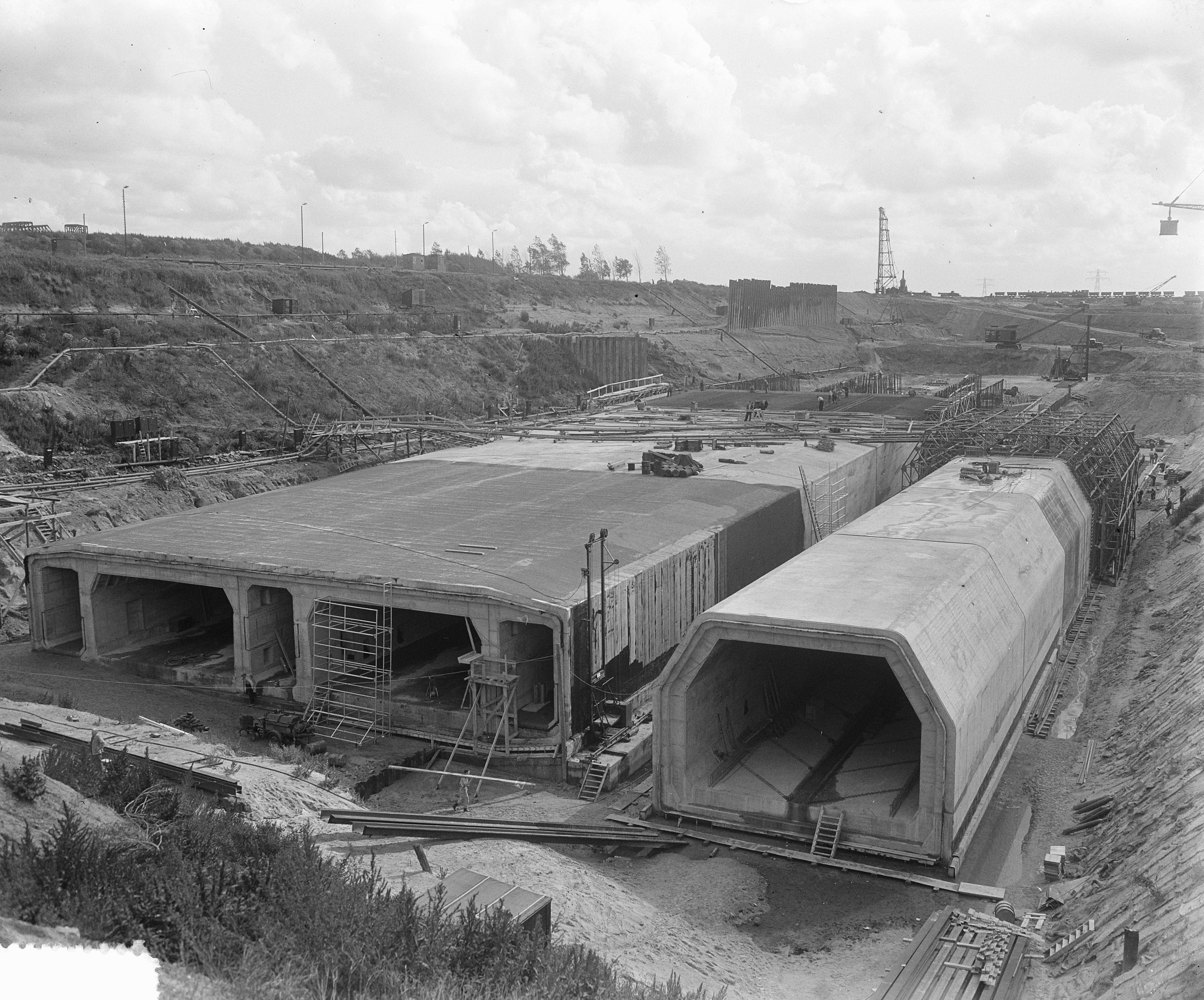
Links de tunnel tijdens de bouw vanuit het noorden gezien. Rechts de Velserspoortunnel die parallel werd aangelegd. Zichtbaar van de tunnel zijn de twee verkeersbuizen. Links, midden en rechts de schachten voor ventilatie en leidingen.

De Velsertunnel is een oeververbinding onder het Noordzeekanaal in de A22 (Velsen - Beverwijk). De tunnel is tegelijk gebouwd met de naastliggende Velserspoortunnel, maar is constructief gezien los van deze tunnel te beschouwen.
De bediening en bewaking van de wegtunnel vindt plaats vanuit de verkeerscentrale voor Noordwest-Nederland ("De Wijde Blik", bij de Wijkertunnel). Beheer en onderhoud van de autotunnel wordt uitgevoerd door Rijkswaterstaat.
Tussen voorjaar 2016 en mid-januari 2017 was de tunnel afgesloten voor een renovatie, waarbij een nieuw ventilatiesysteem, een nieuwe brandwerende laag en digitale besturing werden geconstrueerd.

## Geschiedenis
In de jaren dertig van de 20e eeuw werden er al plannen gemaakt voor een tunnel met twee rijstroken onder het Noordzeekanaal. Deze bestond uit één tunnelbuis, met de bouw van de tunnel werd in 1941 begonnen, door schaarste aan bouwmaterialen in de oorlog werd de bouw gestaakt in november 1942.
Na de Tweede Wereldoorlog kwam men al gauw tot het inzicht dat een tweestrookstunnel te weinig capaciteit zou hebben om het groeiende verkeersaanbod te kunnen verwerken. Er werden dan ook twee tunnels ontworpen: een tunnel met twee buizen met elk twee rijstroken voor het autoverkeer en een spoortunnel met één buis voor het treinverkeer. Beide tunnels zijn gelijktijdig en naast elkaar gebouwd. De tunnel heeft een hellingspercentage van 3,5%, net als de Maastunnel in Rotterdam en de Waaslandtunnel in Antwerpen.
De bouw van deze tunnel begon in april 1952. Op 28 september 1957 werd de tunnel in gebruik genomen.
Op 11 augustus 1978 brak na een aanrijding in de tunnel brand uit waarbij 5 dodelijke slachtoffers vielen.
Door de aanleg van de Wijkertunnel (1996) is de Velsertunnel minder belangrijk geworden voor het doorgaande autoverkeer. De A9 (Badhoevedorp - Alkmaar), die aanvankelijk door de Velsertunnel voerde, volgt nu een kortere route via de nieuwe tunnel.

### Renovatie 2016
Van 15 april 2016 tot 16 januari 2017 is de tunnel grootschalig gerenoveerd.
De technische installaties en de vluchtwegen werden vernieuwd. De vluchtdeuren kwamen op kortere afstand van elkaar te liggen. De ventilatiegebouwen waar zich vluchtroutes via het trappenstelsel bevonden maken nu geen onderdeel meer uit van het vluchtplan. Tussen de twee verkeersbuizen zijn vijf veilige ruimten opgezet die als een sluis toegang bieden tot de tegenovergestelde buis en opengesteld kunnen worden zodra deze voor het verkeer is afgesloten. De ventilatiefunctie van de schachten zijn vervangen door ventilatoren aan de lichtroosters aan het begin en einde van de tunnelbuizen. Voor bluswater was men voorheen afhankelijk van de waterleiding. Tijdens de renovatie is in de ondergrondse ruimten van de ventilatiegebouwen een bassin gebouwd voor 120 m³ bluswater.
Door betonrichels aan het plafond weg te frezen en een dunne betonnen laag onder het asfalt te verwijderen werd de doorrijhoogte met twaalf centimeter vergroot, waardoor vrachtwagens minder snel vast komen te zitten in de tunnelbuizen. Het wegdek kreeg daarna nieuw asfalt.
Het renovatiewerk werd bekroond met de Betonprijs 2017 in de categorie Restauratie/reparatie.

## Afmetingen
De totale lengte van de autotunnel bedraagt 1.664 meter, met een overdekt gedeelte van 768 meter en het diepste punt is 23,225 meter beneden NAP.
De maatvoering van de Velser verkeerstunnel is als volgt:
- diepste punt bovenkant (b.k.) rijdek gelegen op: NAP -23,225 m.
- maximaal profiel van inwendige vrije ruimte is: 4,23 m.
- dakbekleding binnen: 0,07 m.
- dakdikte: 1,45 m
- dikte waterdichte bekleding buiten: 0,02 + 0,11 = 0,13 m.
- totale hoogte tunnel: 7,77 m.
- totale breedte tunnel: 32,47 m.
- kruisingshoek kanaalas - tunneltracé: 65 °

Hieruit volgt, dat de bovenkant van de tunnel (inclusief beschermschil) op het diepste punt van het verticaal tracé is gelegen op:
-23,22m + (4,23m + 0,07m + 1,45m + 0,13m) = NAP -17,34 m.

## Bouwwijze

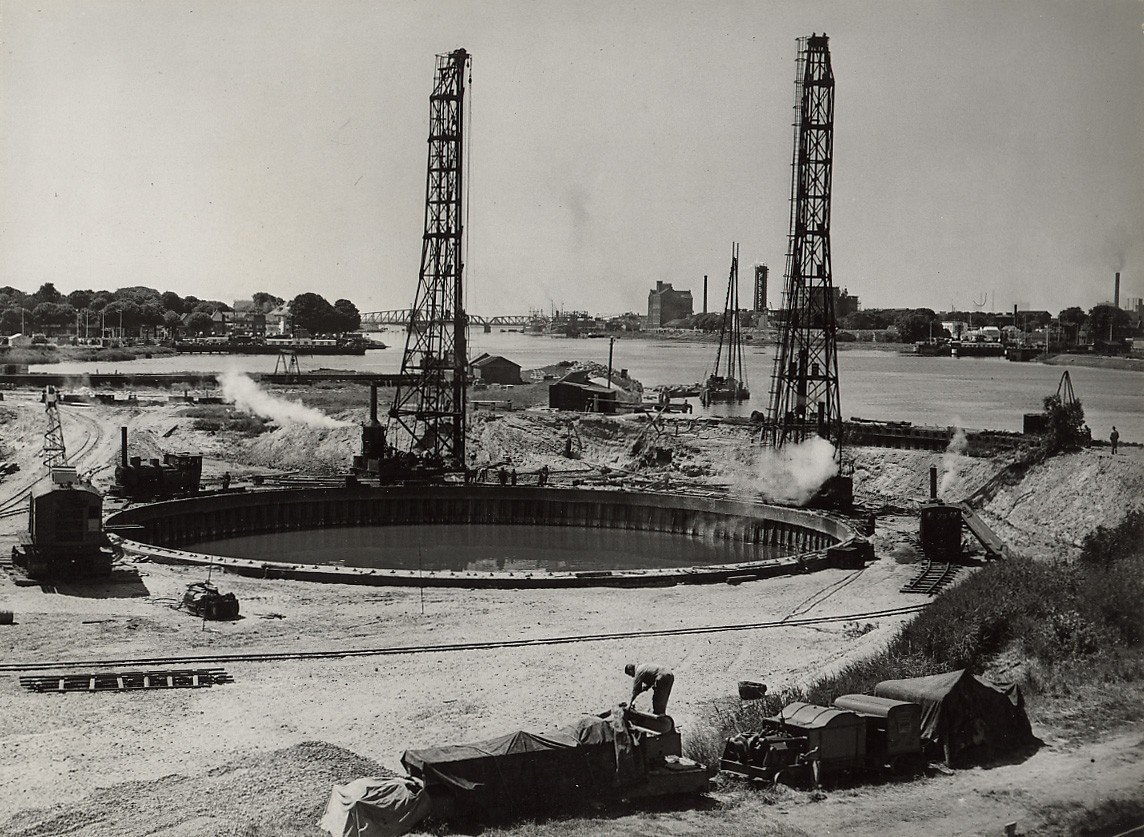
Ronde bouwput bij aanvang van de werkzaamheden.

Tegelijk met de bouw van de Velsertunnels is de geplande verbreding van het Noordzeekanaal gerealiseerd. De tunnel is gebouwd volgens de openbouwputmethode. Hiervoor is gekozen vanwege de aanwezigheid van een kleilaag op een diepte van NAP -16 m. Hierdoor kon niet gebruikgemaakt worden van een zinktunnel, deze zou immers de kleilaag doorbreken, wat grote gevolgen voor de waterhuishouding zou hebben. Zout water zou zich kunnen vermengen met het zoete grondwater.
De open bouwkuip is door de Amsterdamsche Ballast Maatschappij in drie fases aangelegd waardoor de scheepvaart geen hinder ondervond. De constructie is begonnen met een ronde bouwput op de oever aan het zuidelijke deel. De grond zuidelijk hiervan was bestemd voor de verbreding van het kanaal. Vanuit de bouwput werd dit zuidelijke deel aangelegd. Na afronding is het Noordzeekanaal hierover verlegd waarbij in het midden van het kanaal de centrale bouwput als een eiland overbleef. Vervolgens werd de noordzijde van het kanaal afgesloten met een kistdam door middel van damwanden. Hierin werd het noordelijke deel aangelegd. Nadat de tunnel gereed was werd het Noordzeekanaal verder op de nieuwe breedte gebracht.

## Ventilatiegebouwen

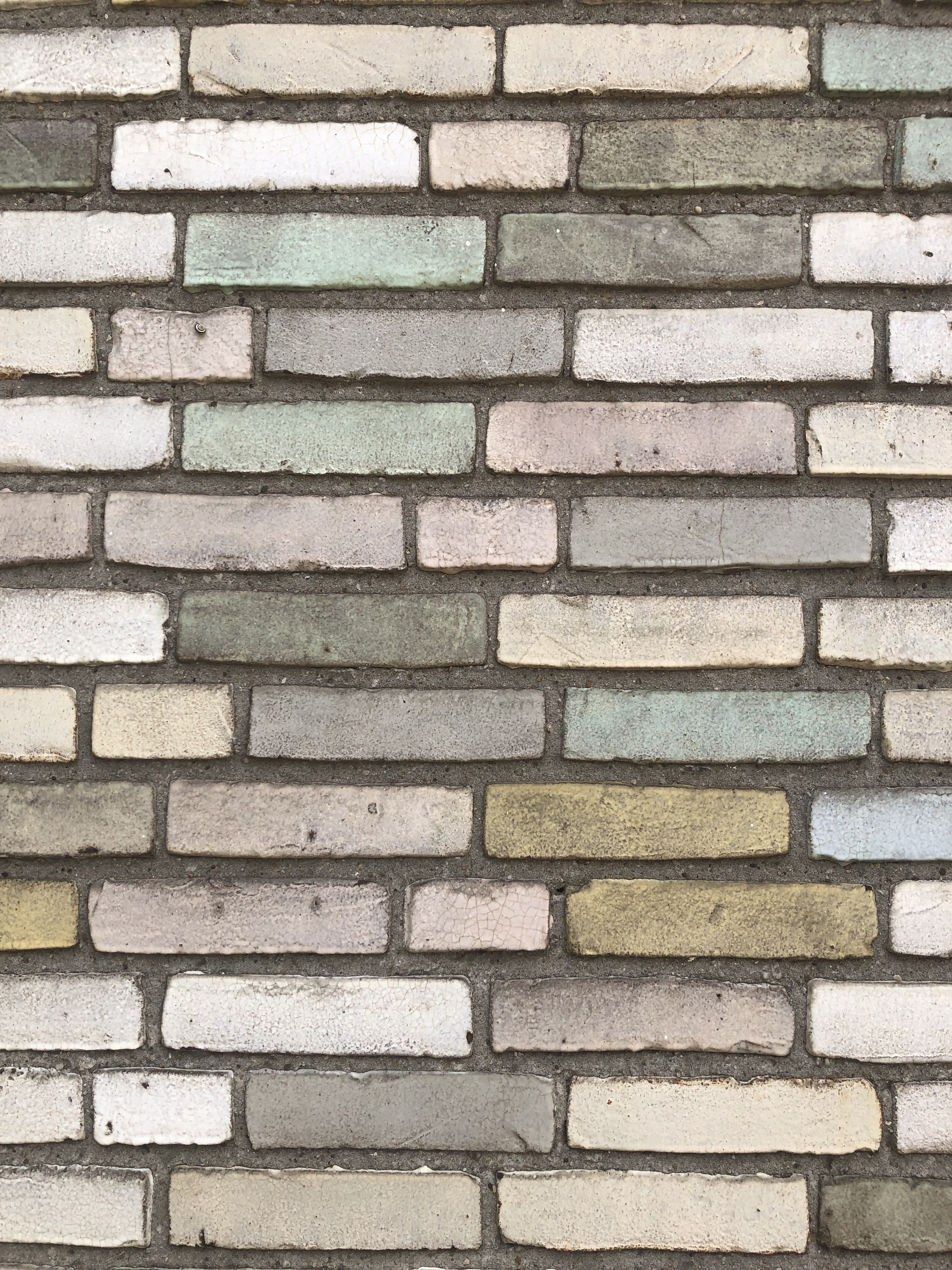
Geglazuurde bakstenen

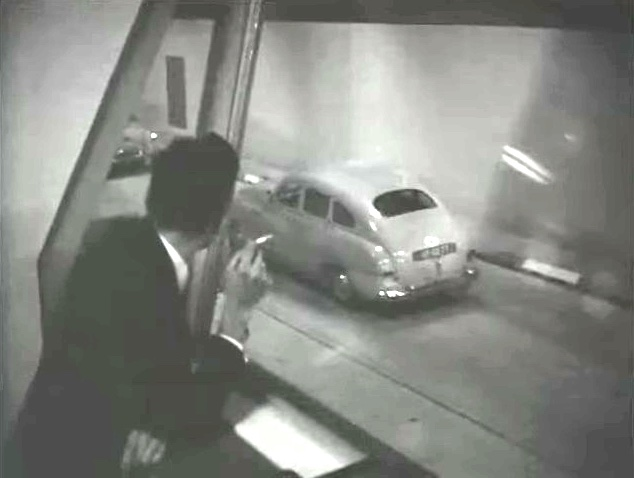
Uitzicht vanuit de ondergrondse verkeerscontrolekamer

Voor ventilatie en regelapparatuur werden zowel aan de zuid- als noordzijde ventilatiegebouwen neergezet. De twee ventilatiegebouwen met ieder acht ventilatietorens zijn ontworpen door de architect Dirk Roosenburg. De ventilatiegebouwen geven ook toegang tot een ondergrondse controlekamer die uitkijkt op beide tunnelbuizen. Door camerasystemen is de dagelijkse controle later verplaatst naar een bovengrondse ruimte. De ventilatiegebouwen deden ook dienst als vluchtroute.

### Ventilatiewijze
De ingaande lucht werd via twee luchtschachten tussen de twee verkeersbuizen doorgevoerd met persventilatoren in de ventilatiegebouwen. Twee luchtschachten voor de twee verkeersbuizen naar het middendeel van de tunnel en twee luchtschachten naar de opening van de tunnel.
De verkeersbuizen waren voorzien van een reeks ventilatieroosters voor dwarsventilatie. Langs beide verkeersbuizen bevond zich aan de andere kant een luchtschacht voor de afvoer, eveneens apart voor het middendeel en richting de opening van de tunnel. Op deze manier waren in totaal acht luchtschachten per ventilatiegebouw noodzakelijk.
Onder normale omstandigheden is weinig ventilatie nodig omdat de verkeersstroom zelf verse lucht meeneemt. In geval van filevorming, of wanneer verkeer bij werkzaamheden in beide richtingen door eenzelfde buis verplaatst is extra ventilatie echter noodzakelijk, evenals bij calamiteiten.

### Ventilatietorens
De vier lage torens dienen voor de invoer van verse lucht en hebben een hoogte van 16,20 meter boven het maaiveld; de vier hoge torens, bestemd voor de afvoer van verontreinigde lucht, steken 31,20 meter boven het maaiveld uit. De inwendige doorsnede van alle schachten is 3,10 meter. Elke schacht loopt aan de bovenzijde iets naar voren uit en is bovenin voorzien van totaal 50 openingen, bestaande uit vierkante betonnen kokers aan de zijkant. Ze zijn van boven afgesloten met een betonplaat.
De ventilatietorens (bijgenaamd hyacinten) zijn gemetseld van klinkers; aan de buitenkant zijn geglazuurde stenen in negen verschillende kleuren toegepast; aan de binnenzijde zijn vlakke klinkers gebruikt. Het zijn alle vormbakpersstenen. Voor de geglazuurde stenen werden gewone machinale stenen gebruikt van Steenfabriek Meinerswijk uit Arnhem, die werden verglaasd op Steenfabriek Canton in Leiderdorp. Een parelmoereffect werd bereikt door de stenen van de negen verschillende kleuren in een bepaalde verhouding te mengen. Er zijn ongeveer één miljoen stenen verwerkt, waarvan ruim een derde geglazuurd.
De betonnen kokers zijn prefab vervaardigd op het fabrieksterrein van Steen- en Kleiwarenfabriek Ouderzorg De Ridder te Leiderdorp. Het transporteren van stenen en kokers was een omvangrijke klus. Het bouwen van de ventilatieschachten werd uitgevoerd door schoorsteenbouwers van Ouderzorg De Ridder uit Leiderdorp. Dat bedrijf had een van de twee schoorsteenbouwbedrijven in Nederland.
Er is gekozen voor het metselen van de torens vanwege de tijdsbesparing: andere bouwmethoden bleken meer tijd in beslag te nemen. De vier hoge en lage torens van het noordelijke ventilatiegebouw werden uiteindelijk in 110 werkdagen gerealiseerd.
De ventilatiegebouwen zijn opgenomen in de Top 100 van Nederlandse monumenten uit de wederopbouwperiode 1940-1958 en staan sinds 2014 op de Rijksmonumentenlijst.

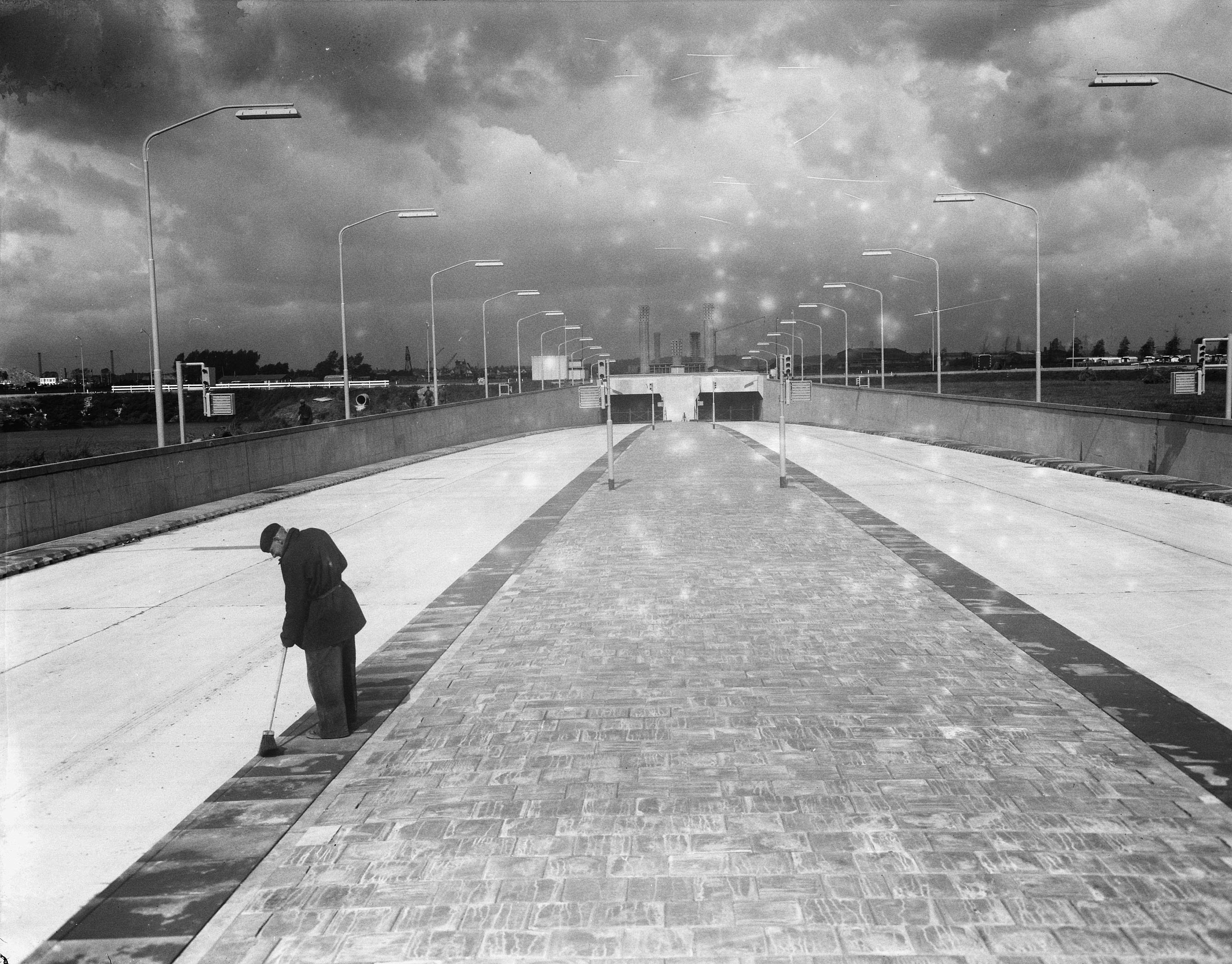
Allerlaatste werkzaamheden, vlak voor de opening van de Velsertunnel